# 시몬 스테빈

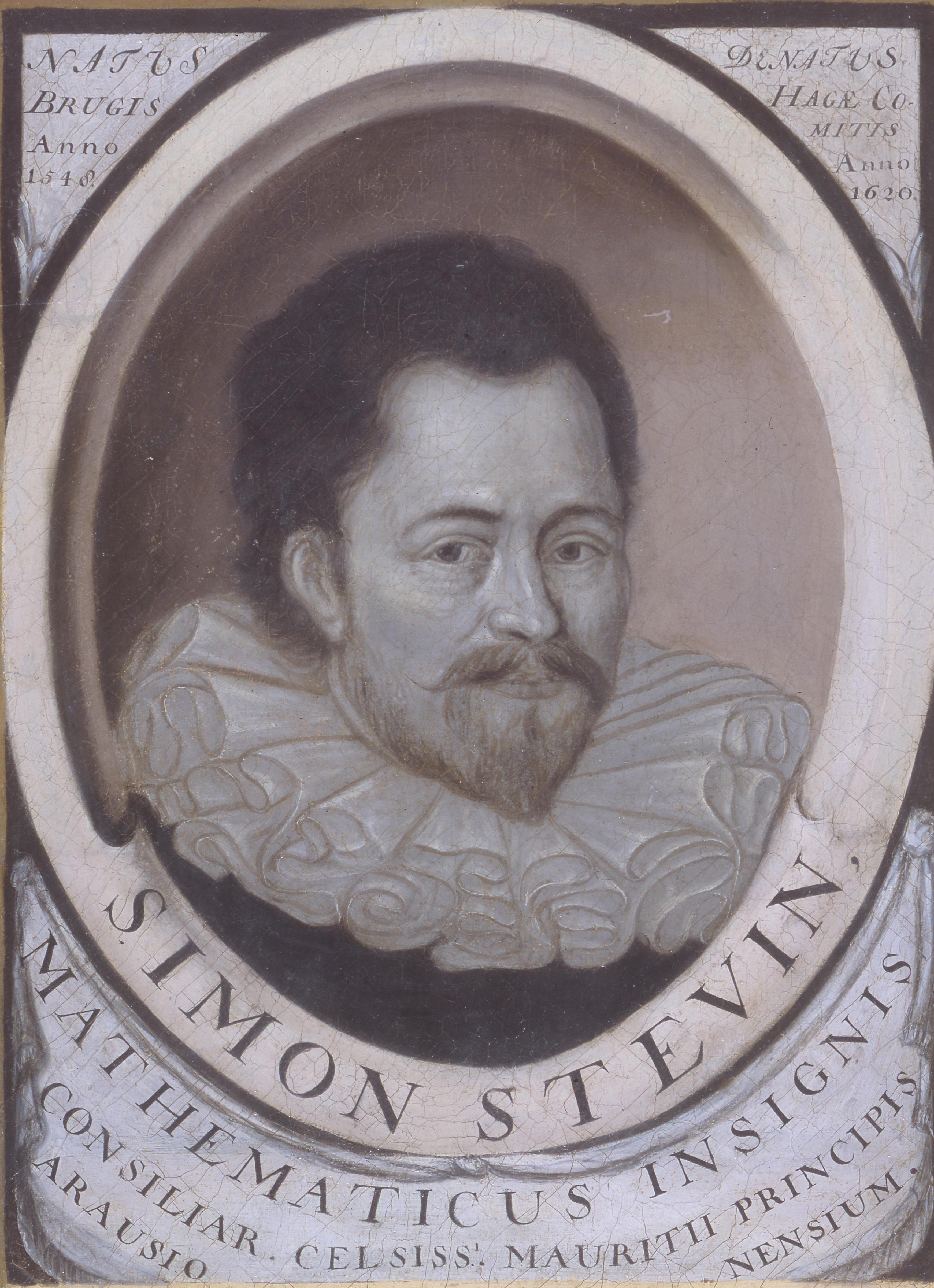
Simon Stevin

시몬 스테빈(네덜란드어: Simon Stevin, 1548년 / 1549년 ~ 1620년)은 네덜란드 플랑드르의 수학자이자 기술자이다. 그는 많은 과학 및 기술분야에서 이론분야뿐만 아니라 실제로도 왕성히 활동하였다. 또한 많은 수학용어를 네덜란드 고유어(게르만계)로 번역하는 데 힘을 기울여 네덜란드어는 유럽어 중 드물게 라틴어, 그리스어에 의지하지 않은 다수의 수학용어를 보유하게 되었다. 예를 들어 수학(mathematics)에 해당하는 네덜란드어는 wiskunde이며 이는 <어떤 것이 확실한가에 대한 기술>이라는 뜻이다.

## 약력
스테빈은 1548년 현재 벨기에에 속하는 브뤼헤에서 안테우니스 스테빈과 카텔린네 판 데 포르트 사이에서 태어났다. 그의 삶에 대해서는 정확한 생몰년도를 포함하여 알려진 바가 극히 드물며, 두 명의 자녀와 부인이 있었던 것으로 알려져 있다.

## 생애와 업적

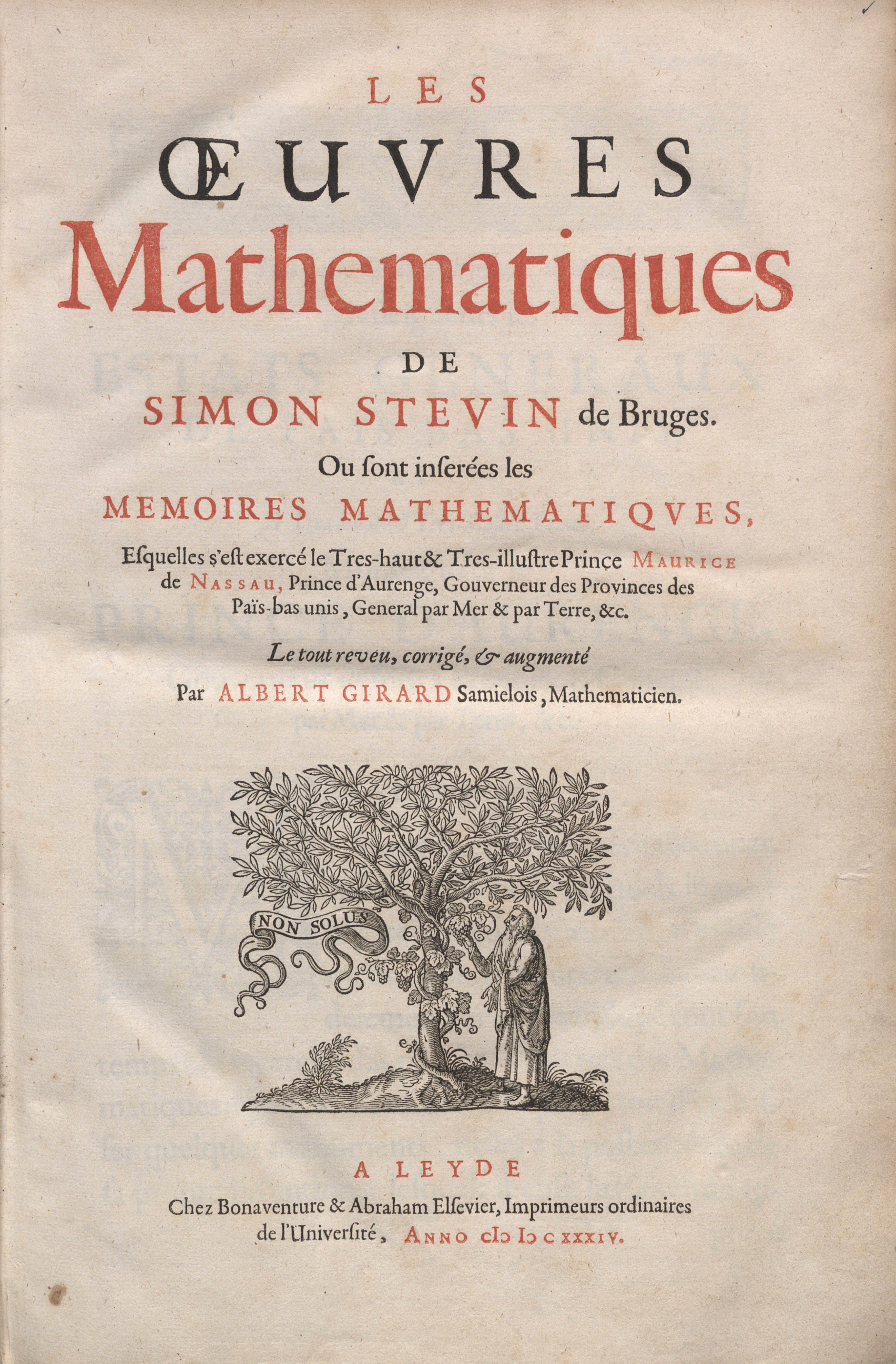
Oeuvres mathematiques, 1634

`네덜란드의 수학자·물리학자·기술자. 스테비누스라고도 불린다. 벨기에의 브뤼주에서 안테우니스 스테빈과 카텔린네 판데 포르트 사이에서 태어났다. 그의 삶에 대해서는 알려진 바가 매우 드물며, 두 명의 자녀와 부인이 있었던 것으로 알려져 있다. 몇가지 증거에 의해 그가 앤트워프에서 상점의 점원으로 인생의 초년을 시작했고, 폴란드·덴마크 및 다른 북부유럽을 여행했다는 사실을 알 수 있다. 여행 후 오렌지공(公) 모리츠 왕자의 조언자이자 개인교사가 되었다. 브뤼주 시청에 근무하였다가 후에 네덜란드 군대의 경리부장이 되었다. 그의 과학적 연구는 여러 방면에 걸친 것이었으며, 문학적·군사적인 양면의 기술자로서도 활약하였고, 특히 축성기사로서의 명성은 매우 높았다.
1582년 이자계산표의 서적을 출판하여 상인들에게 편의를 제공하였으며, 얼마 후 《10분의 1에 관하여》(1585)라는 소책자에서 소수계산에 관한 최초의 조직적 해설을 하였다. 여기서 소수(십진분수)의 표기법과 계산법의 가치를 높이 평가하고 이것의 사용을 장려하여 계산술 진보에 이바지하였다. 다소 복잡한 이 표기법은 훗날 비에타에 의해 개량되었는데, 그가 정부에 진언하였던 십진법에 의거한 화폐 및 도량형 제도는 프랑스 혁명 때 실현되었다. 이러한 내용은 《응용산술》이라는 저서에 간추려져 있다.
최대의 공헌은 역학분야의 업적으로서, 아르키메데스적 정역학은 스테빈에 의하여 대성되었다. 《균형의 원리》(1586)에서는 고체와 유체의 정역학을 다루었으며, 도르래의 이론을 전개하여 가상변위의 원리에 이르고 있다. 특히 영구운동이 불가능한 것을 전제로 빗면에 관한 균형의 조건을 음미하였고, '힘의 평행사변형의 법칙'을 발견한 공적은 매우 크다. 이밖에 정수압(靜水壓)에서 수압기의 가능성을 예상하였고, 부체의 균형을 다루기도 하였다. 훗날 네덜란드의 수륙영선 최고감독관의 지위에 올랐다.
또한 많은 수학용어를 네덜란드 고유어로 번역하는 데 힘을 기울여 네덜란드어는 유럽어 중 드물게 라틴어, 그리스어에 의지하지 않은 다수의 수학용어를 보유하게 되었다. 예를 들어 수학(mathematics)에 해당하는 네덜란드어는 wiskunde이며 이는 <어떤 것이 확실한가에 대한 기술>이라는 뜻이다.